# Sports Interactive
Sports Interactive is een Brits computerspelbedrijf. Het bedrijf staat het meest bekend om de Football Manager-serie en maakt deel uit van het Japanse computerspelbedrijf Sega.

## Ontwikkelde spellen
| Release | Titel                                 | Platform                                                   |
| ------- | ------------------------------------- | ---------------------------------------------------------- |
| 1992    | Championship Manager                  | Amiga, Atari ST, MS-DOS                                    |
| 1993    | Championship Manager '93              | Amiga, Atari ST, MS-DOS                                    |
| 1995    | Championship Manager 2                | Amiga, MS-DOS, Windows                                     |
| 1996    | Championship Manager 96/97            | Amiga, MS-DOS, Windows                                     |
| 1997    | Championship Manager 97/98            | MS-DOS, Windows                                            |
| 1999    | Championship Manager 3                | Windows                                                    |
| 2000    | Championship Manager: Season 00/01    | Windows                                                    |
| 2001    | Championship Manager: Season 01/02    | Mac OS, Windows, Xbox                                      |
| 2003    | Championship Manager 4                | Mac OS, Windows                                            |
| 2003    | Championship Manager: Season 03/04    | Mac OS, Windows                                            |
| 2004    | NHL Eastside Hockey Manager           | Mac OS, Windows                                            |
| 2004    | Football Manager 2005                 | Mac OS X, Windows                                          |
| 2004    | NHL Eastside Hockey Manager 2005      | Mac OS, Windows                                            |
| 2005    | Football Manager 2006                 | Mac OS X, PlayStation Portable, Windows, Xbox 360          |
| 2005    | NHL Eastside Hockey Manager 2005      | Mac OS, Windows                                            |
| 2006    | NHL Eastside Hockey Manager 2007      | Mac OS, Windows                                            |
| 2006    | Out of the Park Baseball Manager 2006 | Mac OS, Windows                                            |
| 2006    | Football Manager 2007                 | Mac OS X, PlayStation Portable, Windows, Xbox 360          |
| 2007    | Out of the Park Baseball 2007         | Mac OS X, Windows                                          |
| 2007    | Football Manager 2008                 | Mac OS X, PlayStation Portable, Windows, Xbox 360          |
| 2008    | Football Manager Live                 | Mac OS X, Windows                                          |
| 2008    | Football Manager 2009                 | Mac OS X, PlayStation Portable, Windows                    |
| 2009    | Football Manager 2010                 | iOS, Mac OS X, PlayStation Portable, Windows               |
| 2010    | Football Manager 2011                 | iOS, Mac OS X, PlayStation Portable, Windows               |
| 2011    | Football Manager 2012                 | Android, iOS, Mac OS X, PlayStation Portable, Windows      |
| 2012    | Football Manager 2013                 | Android, iOS, OS X, PlayStation Portable, Windows          |
| 2013    | Football Manager 2014                 | Android, iOS, Linux, OS X, PlayStation Vita, Windows       |
| 2014    | Football Manager 2015                 | Android, iOS, Linux, OS X, Windows                         |
| 2015    | Football Manager 2016                 | Android, iOS, Linux, OS X, Windows                         |
| 2015    | Eastside Hockey Manager               | Windows                                                    |
| 2016    | Football Manager 2017                 | Android, iOS, Linux, macOS, Windows                        |
| 2017    | Football Manager 2018                 | Android, iOS, Linux, macOS, Nintendo Switch, Windows       |
| 2018    | Football Manager 2019                 | Android, iOS, Linux, macOS, Windows                        |
| 2019    | Football Manager 2020                 | Android, iOS, Linux, macOS, Windows                        |
| 2020    | Football Manager 2021                 | Android, iOS, Linux, macOS, Windows, Xbox One, Xbox Series |